# Boban Tomić
Boban Tomić, slovenski košarkar, organizator igre, 190cm, * 30. maj 1988

## Klubska kariera
Sezono 2014/2015 je odlično odigral v Grosupljem (klub Grosbasket), kjer je v 30 tekmah dosegal 15 točk in skoraj 6 asistenc na tekmo.

## Reprezentanca
Junija 2015 je bil član B  članske reprezentance pod vodstvom Rada Trifunoviča. Sodeloval je v pripravah A članske reprezentance, a se v ekipo za EP2015 ni uvrstil.